# Điểm đối nhật

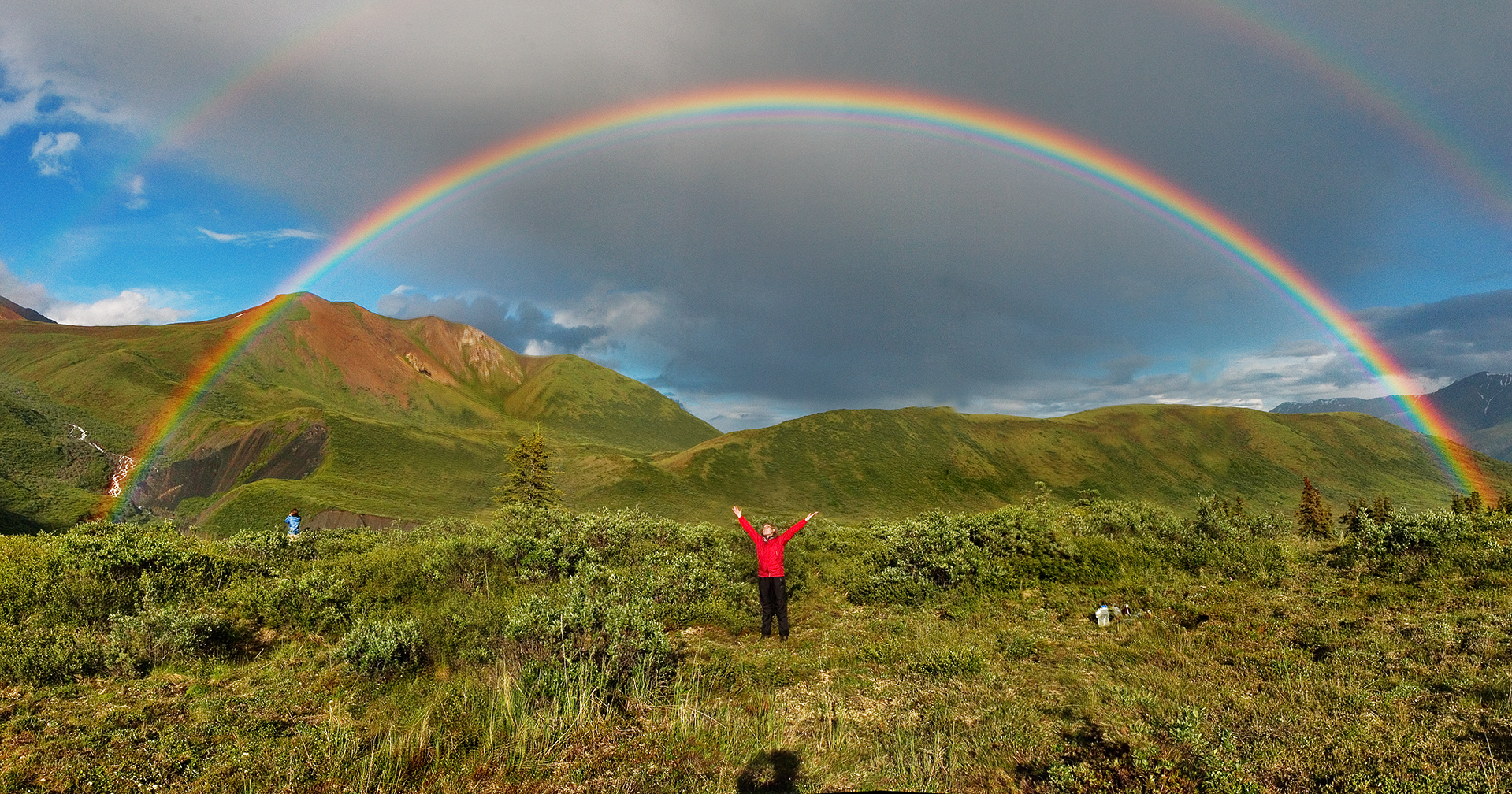
Cầu vồng luôn tập trung xung quanh điểm đối nhật, trùng với bóng của đầu người quan sát chụp ảnh, được nhìn thấy ở đây ở dưới cùng của khung.

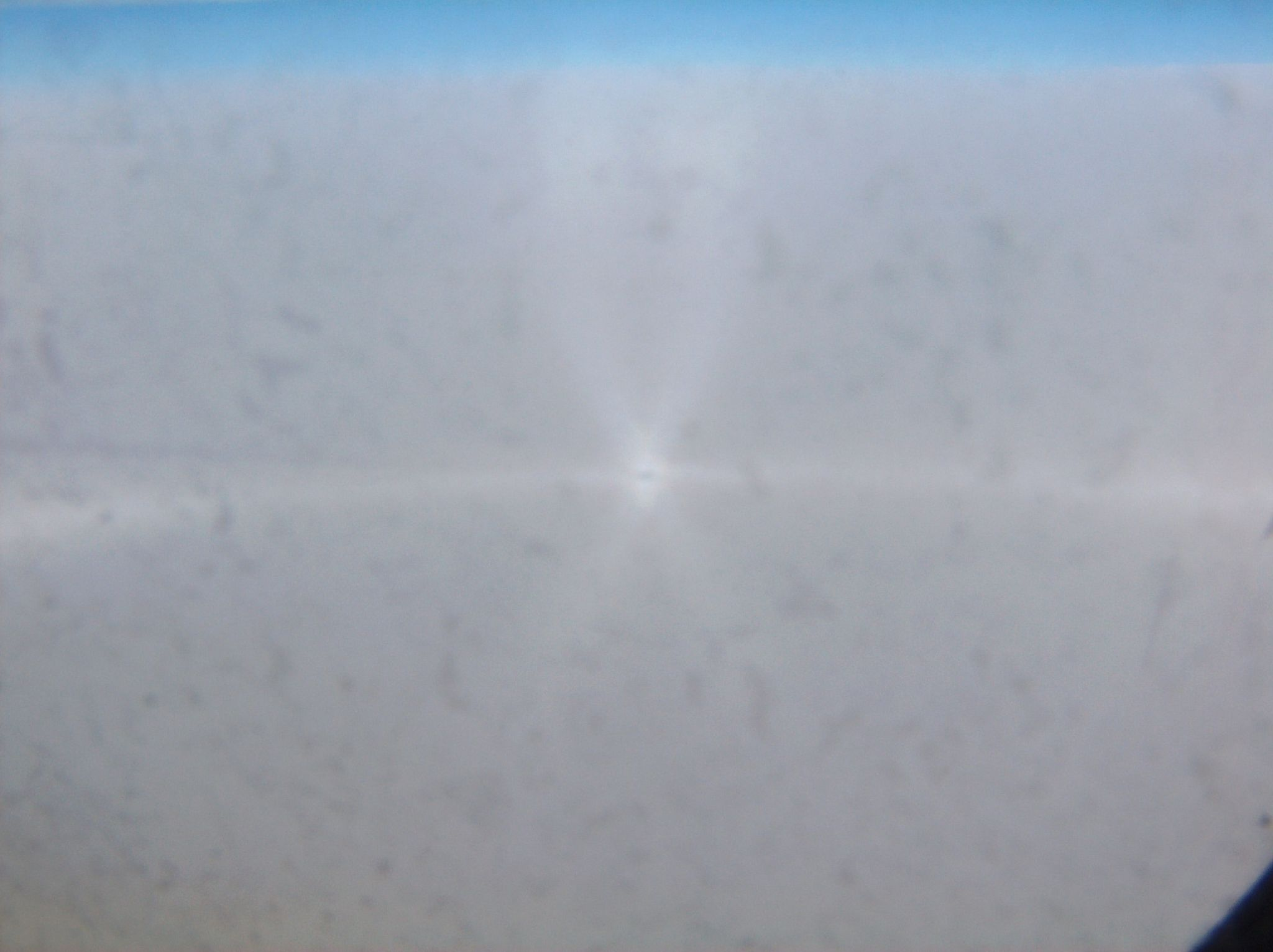
Tập trung vào các điểm đối nhật, hình ảnh này có đối nhật / chân trời phụ khác nhau vành phân, như nhìn từ một chiếc máy bay.

Điểm đối nhật là điểm trừu tượng trên thiên thể đối diện trực tiếp với Mặt trời theo phối cảnh của người quan sát. Điều này có nghĩa là điểm đối nhật nằm phía trên đường chân trời khi Mặt Trời ở dưới nó và ngược lại. Vào một ngày nắng, có thể dễ dàng tìm thấy điểm đối nhật; nó nằm trong bóng tối của người quan sát. Giống như thiên đỉnh và thiên để, điểm đối nhật không cố định trong không gian ba chiều, nhưng được xác định tương đối so với người quan sát. Mỗi người quan sát có một điểm đối nhật di chuyển khi người quan sát thay đổi vị trí.
Điểm đối nhật tạo thành trung tâm hình học của một vài hiện tượng quang học, bao gồm hào quang, glory, cầu vồng, những bóng ma Brocken, và heiligenschein. Thỉnh thoảng, vào khoảng hoàng hôn hoặc bình minh, các tia phản xạ xuất hiện hội tụ về phía điểm đối nhật gần đường chân trời  Tuy nhiên, đây là ảo ảnh quang học do phối cảnh gây ra; trong thực tế, các "tia" (tức là các dải bóng) chạy gần song song với nhau.
Cũng xung quanh điểm đối nhật, gegenschein thường được nhìn thấy trong bầu trời đêm không trăng cách xa ánh đèn thành phố, phát sinh từ sự tán xạ của ánh sáng Mặt Trời bởi bụi liên hành tinh. Trong thiên văn học, trăng tròn hoặc một hành tinh xung đối nằm gần điểm đối nhật. Trong nguyệt thực toàn phần, trăng tròn đi vào vùng bóng tối của bóng của Trái Đất, bóng của hành tinh này đổ lên bầu khí quyển của nó, vào không gian và hướng về điểm đối nhật.

## Điểm đối luân
Điểm đối luân thường được sử dụng như một từ đồng nghĩa với điểm đối nhật, nhưng hai điểm này nên được phân biệt. Trong khi điểm đối nhật trực tiếp đối diện với Mặt Trời, luôn luôn ở dưới đường chân trời khi Mặt Trời lên, điểm phản xạ ngược lại nhưng ở cùng độ cao với Mặt Trời, và do đó phải nằm trên vòng tròn parhelic. Có một số hiện tượng hào quang tập trung vào hoặc hội tụ vào điểm đối luân, chẳng hạn như anthelion, vòng cung Wegener, vòng cung Tricker và chính vòng tròn parhelic.